# Josep Jordà i Valor
Josep Jordà Valor (Alcoi, 13 de novembre del 1839 – Alcoi, 16 de juliol del 1918), fou un músic i compositor valencià.

## Biografia
Nascut a Alcoi el 1839, Josep Jordà es va formar a València amb el mestre Pasqual Pérez Gascón. Les seves primeres ocupacions van ser la d'organista de les parròquies de Sant Esteve, a València i de Santa Maria, a Alcoi, tot i que gran part de la seva vida transcorregué a València. També fou organista de la capella de la Mare de Déu dels Desemparats. Com a compositor, es va dedicar sobretot a la música profana, amb sarsueles, el gènere de referència a Espanya durant el segle xix. Va exercir de director del cor del Teatre Principal i del Teatre Ruzafa de València, on va estrenar algunes de les seves sarsueles, com Gabriel el criollo (1865), El primer amor (1867), i Un parent de l'altre món (1872). També, durant la seva estada a Alcoi, va ser docent al Col·legi de Sant Josep i va dirigir la Banda de Música de Penàguila i les alcoianes La Primitiva i la Lírica Moderna. Durant el 1880, se sap que encara era actiu, gràcies a la documentació que ha arribat fins avui dia. També va escriure poemes simfònics com El Acróbata, que va ser interpretat per l'orquestra de la corporació musical La Primitiva d'Alcoi el 1879, Primitiva (1879), o la Missa Solemne (1911). Morí a Alcoi el 1918.
Entre els seus deixebles tingué Josep Espí i Ulrich, Joan Cantó, Julio Laporta Hellín, Antoni Pérez Verdú i José Seva Cabrera.

## Obres
- Colonia Villa-Maria: souvenir (ca. 1890), per a piano
- Un parent de l'altre món (1872), sarsuela bilingüe en dos actes, amb llibret de Francesc Palanca i Roca
- El primer amor (1867), sarsuela amb llibret de Jacint Labaila i González
- Primitiva, poema simfònic
- Reverie: nocturno (ca. 1890), per a piano
- Si al mecer las azules campanillas = Se talor agitato dal tormento (ca. 1879), cançó amb lletra de Gustavo Adolfo Bécquer per a veu i piano
- El Venerable Padre Gaspar Dragonetti (1902), sarsuela infantil en tres actes, lletra de Josep Felis Ramon

### Obres de caràcter religiós
- Afectos a María Santísima, per a veu i orgue
- Afectos al Sagrado Corazón de Jesús, per a veu
- Angelus Domini: tercettino, motet per a quatre veus i orgue
- Coelitum Joseph, motet a treus veus, cor, violoncel, contrabaix i orgue
- Corazón santo tu reinarás, motet a dues veus i orgue
- Gozos a San Vicente Ferrer, per a tres veus, contrabaix i orgue
- Missa de Glòria, per a orquestra simfònica i cor
- Missa solemne (1911)
- O sacrum convivium, motet a dues veus i orgue
- O salutaris hostia, motet a dues veus i orgue
- Oh bella esperanza mía...alabanza a la Santísima Virgen, per a veu i orgue
- ¡Oh! feliz el que de amor..., per a dues veus i orgue
- Panis Angelicus, motet per a cor, petita orquestra i orgue
- Recibid Señora mía: alabanzas a la Santísima Virgen, per a dues veus i orgue
- Sabes qué quiero dulce María: afectos a María Santísima número 2, per a dues veus i orgue
- Tu manto sea Señora mi sombra: alabanzas a la Santísima Virgen, per a veu i orgue

- Dues Salves en llatí per a tres veus i petita orquestra
- Tres Misses de rèquiem per a gran orquestra